# Michael Arnold (Politiker, 1964)
Michael Arnold (* 16. April 1964 in Meißen) ist ein ehemaliger deutscher Politiker (Bündnis 90/Die Grünen). Er war 1990 bis 1994 Mitglied des Sächsischen Landtages und engagierte sich in der Aufarbeitung der SED-Diktatur.

## Leben
Michael Arnold ging in Meißen zur Schule und machte dort das Abitur. Nach der Ableistung seines Wehrdienstes im medizinischen Bereich des Wachregiments Feliks Dzierzynski des Ministeriums für Staatssicherheit von 1982 bis 1985 studierte er in Leipzig Stomatologie und legte 1990 das Staatsexamen zum Diplom-Stomatologen ab. Im Anschluss daran war er als Zahnarzt tätig. Er hat zwei Kinder und lebt in Radebeul.

## Politik
1987 schloss sich Arnold der neugegründeten Initiativgruppe Leben (Kurzform: IG Leben oder IGL) an, die aus Teilen der Leipziger Arbeitsgruppe Umweltschutz hervorgegangen war. Die IG Leben sah politische Veränderungen und Umweltschutz als Einheit und warb öffentlich für diesen Standpunkt. Arnold organisierte mehrere Aktionen und Demonstrationen und wurde in diesem Zusammenhang aus politischen Gründen vom Studium exmatrikuliert.
Am 15. Januar 1989 wurde er als Vorbereiter einer Friedensdemonstration für mehrere Tage inhaftiert. Infolge internationaler Proteste wurde er entlassen und die Exmatrikulation wurde später zurückgenommen. Nach seiner Inhaftierung versuchte er, die Stasi-Vernehmer zu enttarnen. Von 1989 bis 1990 war er der Sprecher der IG Leben. Ebenfalls 1989 war Michael Arnold an der Gründung des Neuen Forums beteiligt. Zunächst war er Bezirkssprecher, später auch Landessprecher des Neuen Forum.
Nach der Revolution von 1989 wurde er im Oktober 1990 als Abgeordneter des Neuen Forum über die Landesliste Bündnis 90 in den Sächsischen Landtag gewählt. Dort war er als innenpolitischer Sprecher seiner Fraktion Bündnis 90/Grüne tätig und beschäftigte sich mit dem Verfassungsschutz sowie der Struktur und dem Wirken des Ministeriums für Staatssicherheit. Dabei veröffentlichte er im Mai 1991 erstmals Listen der MfS-Kategorie Unbekannte Mitarbeiter (UMA). Im Juni 1991 veröffentlichte er eine Dokumentation zum Dezernat 1 der Kriminalpolizei der DDR, das im Auftrag des MfS arbeitete.
Im Sonderausschuss des Sächsischen Landtages zur Untersuchung von Amts- und Machtmissbrauch infolge der SED-Herrschaft legte Michael Arnold ein Minderheitenvotum vor. Ab 1990 war er Mitglied einer gemeinsamen Arbeitsgruppe der neuen Bundesländer für ein Stasiunterlagengesetz (StUG).
1993 veröffentlichte er das Buch Erst animieren, dann denunzieren über den Verfassungsschutz.

„Heute hat der aus Meißen stammende Micha eine moderne Zahnarztpraxis in Dresden, in der er forscht und den zahnärztlichen Nachwuchs fortbildet. […] Die Schreibmaschine, auf der Micha seine Eingaben verfasste und Flugblätter schrieb, steht heute im Zeitgeschichtlichen Forum Leipzig.“

## Ehrungen
- Am 26. Mai 2000 erhielten die Erstunterzeichner des Gründungsaufrufs des Neuen Forum Aufbruch 89 – Neues Forum vom 10. September 1989 in Berlin den Nationalpreis der Deutschen Nationalstiftung.
- 2008 Verleihung der Heißen Kartoffel durch den Mitteldeutschen Presseclub des mdr[11]